# To Make My Life Beautiful
To Make My Life Beautiful is een single van Alex Harvey. Het is een countrynummer en het was de grootste en in Nederland de enige hit van Harvey. Het nummer is uitgegeven in 1972. het nummer gaf aanleiding tot veel verwarring. Velen waren in de veronderstelling dat dit een vroege opname was van de Schotse rockmuzikant Alex Harvey en kwamen bedrogen uit.

## Hitnotering

### Nederlandse Top 40
| Hitnotering: week 41 t/m 48 in 1972 | Hitnotering: week 41 t/m 48 in 1972 | Hitnotering: week 41 t/m 48 in 1972 | Hitnotering: week 41 t/m 48 in 1972 | Hitnotering: week 41 t/m 48 in 1972 | Hitnotering: week 41 t/m 48 in 1972 | Hitnotering: week 41 t/m 48 in 1972 | Hitnotering: week 41 t/m 48 in 1972 | Hitnotering: week 41 t/m 48 in 1972 | Hitnotering: week 41 t/m 48 in 1972 |
| Week:                               | 1                                   | 2                                   | 3                                   | 4                                   | 5                                   | 6                                   | 7                                   | 8                                   |                                     |
| ----------------------------------- | ----------------------------------- | ----------------------------------- | ----------------------------------- | ----------------------------------- | ----------------------------------- | ----------------------------------- | ----------------------------------- | ----------------------------------- | ----------------------------------- |
| Positie:                            | 28                                  | 18                                  | 15                                  | 14                                  | 20                                  | 25                                  | 39                                  | 40                                  | uit                                 |

### NederlandseDaverende 30
| Hitnotering: 23-9-1972 t/m 17-11-1972 | Hitnotering: 23-9-1972 t/m 17-11-1972 | Hitnotering: 23-9-1972 t/m 17-11-1972 | Hitnotering: 23-9-1972 t/m 17-11-1972 | Hitnotering: 23-9-1972 t/m 17-11-1972 | Hitnotering: 23-9-1972 t/m 17-11-1972 | Hitnotering: 23-9-1972 t/m 17-11-1972 | Hitnotering: 23-9-1972 t/m 17-11-1972 | Hitnotering: 23-9-1972 t/m 17-11-1972 | Hitnotering: 23-9-1972 t/m 17-11-1972 |
| Week:                                 | 1                                     | 2                                     | 3                                     | 4                                     | 5                                     | 6                                     | 7                                     | 8                                     |                                       |
| ------------------------------------- | ------------------------------------- | ------------------------------------- | ------------------------------------- | ------------------------------------- | ------------------------------------- | ------------------------------------- | ------------------------------------- | ------------------------------------- | ------------------------------------- |
| Positie:                              | 30                                    | 25                                    | 23                                    | 13                                    | 11                                    | 10                                    | 15                                    | 26                                    | uit                                   |

### Evergreen Top 1000
| Evergreen Top 1000 "To Make My Life Beautiful" | Evergreen Top 1000 "To Make My Life Beautiful" | Evergreen Top 1000 "To Make My Life Beautiful" | Evergreen Top 1000 "To Make My Life Beautiful" | Evergreen Top 1000 "To Make My Life Beautiful" | Evergreen Top 1000 "To Make My Life Beautiful" | Evergreen Top 1000 "To Make My Life Beautiful" | Evergreen Top 1000 "To Make My Life Beautiful" | Evergreen Top 1000 "To Make My Life Beautiful" | Evergreen Top 1000 "To Make My Life Beautiful" | Evergreen Top 1000 "To Make My Life Beautiful" |
| Jaar                                           | 2008                                           | 2009                                           | 2010                                           | 2011                                           | 2012                                           | 2013                                           | 2014                                           | 2015                                           | 2016                                           | 2017                                           |
| ---------------------------------------------- | ---------------------------------------------- | ---------------------------------------------- | ---------------------------------------------- | ---------------------------------------------- | ---------------------------------------------- | ---------------------------------------------- | ---------------------------------------------- | ---------------------------------------------- | ---------------------------------------------- | ---------------------------------------------- |
| Positie                                        | -                                              | 387                                            | 178                                            | -                                              | -                                              | -                                              | 532                                            | 553                                            | 658                                            | 742                                            |

### NPO Radio 2 Top 2000
| Nummer met noteringen in de NPO Radio 2 Top 2000 | '99 | '00 | '01 | '02 | '03 | '04 | '05 | '06 | '07 | '08 | '09  | '10 | '11  | '12  |
| ------------------------------------------------ | --- | --- | --- | --- | --- | --- | --- | --- | --- | --- | ---- | --- | ---- | ---- |
| To Make My Life Beautiful                        | 448 | 359 | 305 | 268 | 453 | 472 | 446 | 617 | 385 | 440 | 1117 | 858 | 1285 | 1720 |

1. ↑  Een vetgedrukt getal geeft de hoogste notering aan.
2. ↑  Deze tabel is bijgewerkt tot en met de laatste editie (2024).